# Joan Golobart
Joan Golobart Serra (Barcellona, 12 gennaio 1961) è un ex calciatore spagnolo, di ruolo centrocampista.

## Biografia
È il padre del calciatore professionista Román Golobart. Al termine della carriera agonistica ha lavorato nel campo dell'odontoiatria, svolgendo anche l'attività di analista per la pagina sportiva del quotidiano La Vanguardia.

## Carriera
Ha disputato 71 gare in Primera División, con la maglia dell'Espanyol. Con la maglia dei Periquitos conta anche otto presenze in Coppa UEFA 1987-1988, giocando settantacinque minuti della finale di ritorno.